# Lijst van voetbalinterlands Fiji - Mauritius
Deze lijst van voetbalinterlands is een overzicht van alle officiële voetbalwedstrijden tussen de nationale teams van Fiji en Mauritius. De landen speelden tot op heden een keer tegen elkaar. Dat was een vriendschappelijke wedstrijd op 24 maart 2019 in Lautoka.

## Wedstrijden
| № | Plaats  | Datum         | Competitie        | Wedstrijd        | Uitslag |
| - | ------- | ------------- | ----------------- | ---------------- | ------- |
| 1 | Lautoka | 24 maart 2019 | Vriendschappelijk | Fiji – Mauritius | 1 – 0   |

## Samenvatting
| Competitie       | Totaal gespeeld | Winst Fiji | Gelijk | Winst Mauritius | Doelsaldo Fiji – Mauritius |
| ---------------- | --------------- | ---------- | ------ | --------------- | -------------------------- |
| Vriendscappelijk | 1               | 1          | 0      | 0               | 1 − 0                      |
| Totaal           | 1               | 1          | 0      | 0               | 1 − 0                      |

FFA · A-internationals · Fijisch vrouwenelftal
1950 – 1959 · 
1960 – 1969 · 
1970 – 1979 · 
1980 – 1989 · 
1990 – 1999 · 
2000 – 2009 · 
2010 – 2019 ·
2020 − 2029
Amerikaans-Samoa ·
Australië ·
China ·
Cookeilanden ·
Estland ·
Filipijnen ·
Hongkong ·
India ·
Indonesië ·
Maleisië ·
Mauritius ·
Mexico ·
Nieuw-Caledonië ·
Nieuw-Zeeland ·
Papoea-Nieuw-Guinea ·
Salomonseilanden ·
Samoa ·
Singapore ·
Tahiti ·
Taiwan ·
Tonga ·
Vanuatu
MFA · Mauritiaans vrouwenelftal
1947 – 1959 · 
1960 – 1969 · 
1970 – 1979 · 
1980 – 1989 · 
1990 – 1999 · 
2000 – 2009 · 
2010 – 2019 ·
2020 – 2029
Angola ·
Botswana ·
Burundi ·
Comoren ·
Congo-Brazzaville ·
Congo-Kinshasa ·
Djibouti ·
Egypte ·
Equatoriaal-Guinea ·
Ethiopië ·
Fiji ·
Gabon ·
Ghana ·
Guinee ·
Hongkong ·
India ·
Indonesië ·
Ivoorkust ·
Kaapverdië ·
Kameroen ·
Kenia ·
Lesotho ·
Liberia ·
Libië ·
Macau ·
Madagaskar ·
Malawi ·
Malediven ·
Mauritanië ·
Mongolië ·
Mozambique ·
Namibië ·
Nepal ·
Nieuw-Caledonië ·
Oeganda ·
Pakistan ·
Qatar ·
Rwanda ·
Saint Kitts en Nevis ·
Sao Tomé en Principe ·
Senegal ·
Seychellen ·
Singapore ·
Soedan ·
Swaziland ·
Syrië ·
Tanzania ·
Togo ·
Tsjaad ·
Tunesië ·
Zambia ·
Zimbabwe ·
Zuid-Afrika